# Маймуни
Маймуните (Haplorrhini) са таксономичен подразред, който заедно с подразред Полумаймуни (Strepsirrhini) образуват разред Примати (Primates). Към маймуните се отнасят Дългопетоподобните (Tarsiiformes) и Същинските маймуни (Simiiformes), които се делят на Маймуни на Новия свят (Platyrrhini) и Маймуни на Стария свят (Catarrhini), към които спада и Човекът.

## Обща характеристика
Маймуните, известни още като Сухоноси примати, се отличават от Полумаймуните (Влажноноси примати) главно по това, че нямат типичната за повечето бозайници влажна носна гъба (типичния кучешки нос). Освен това горната им устна не е прикрепена към носа или венците, а свободна да придърпва храна или да придава различни изражения на лицето. Главният им мозък е значително по-голям и силно набразден в сравнение с този на полумаймуните и от сетивата разчитат преди всичко на доброто си зрение. Повечето маймуни са активни през деня (с изключение на Нощните маймуни) и имат трихроматично цветно зрение (с изключение на мъжките при повечето Маймуни на Новия свят). Крайниците им са приспособени според начина им на придвижване: палците повече или по-малко се противопоставят на останалите пръсти за по-добър захват, като изключение правят задните крайници на стъпалоходещите (човека). Ноктите им са плоски.
За разлика от полумаймуните и повечето останали бозайници, маймуните не отделят ензима, с чиято помощ биха могли сами да синтезират витамин C.
Матката при дългопетите е двурога, както при полумаймуните, докато същинските маймуни имат проста матка. Обикновено раждат по едно малко, мармозетките и тамарините по две или три. Продължителността на бременността е близка до тази при полумаймуните, но малките им се раждат сравнително по-големи и майката се грижи за тях по-дълго и с повече привързаност.

## Еволюция и класификация
Според еволюционнта теория маймуните се отделят от полумаймуните преди около 63 милиона години, а дългопетите се отделят от същинските маймуни само 5 милиона години по-късно. Това обяснява приликата на дългопетите с полумаймуните, заради която се отнасяха към тях.
Същинските маймуни от своя страна преди около 40 млн. години се разделят на два парворазреда: Тесноноси маймуни на Стария свят и Широконоси маймуни на Новия свят. Човекоподобните маймуни (Hominoidea) се отделят от останалите маймуни на Стария свят преди около 25 млн. години
- разред Primates – Примати
  - подразред Haplorrhini – Маймуни (Сухоноси примати)
    - инфраразред Tarsiiformes – Дългопетоподобни
      - семейство Tarsiidae – Дългопетови

    - инфраразред Simiiformes – Същински маймуни
      - парворазред Platyrrhini – Широконоси маймуни (Маймуни на Новия свят)
        - семейство Aotidae – Нощни маймуни
        - семейство Pitheciidae – Сакита, уакарита и титита
        - семейство Cebidae – Капуцинови
        - семейство Callitrichidae – Остроноктести маймуни
        - семейство Atelidae – Паякообразни маймуни, вълнести маймуни и ревачи

      - парворазред Catarrhini – Тесноноси маймуни (Маймуни на Стария свят)
        - надсемейство Cercopithecoidea
          - семейство Cercopithecidae – Маймуни

        - надсемейство Hominoidea – Човекоподобни маймуни
          - семейство Hylobatidae – Гибони
          - семейство Hominidae – Човекоподобни